# Bisina

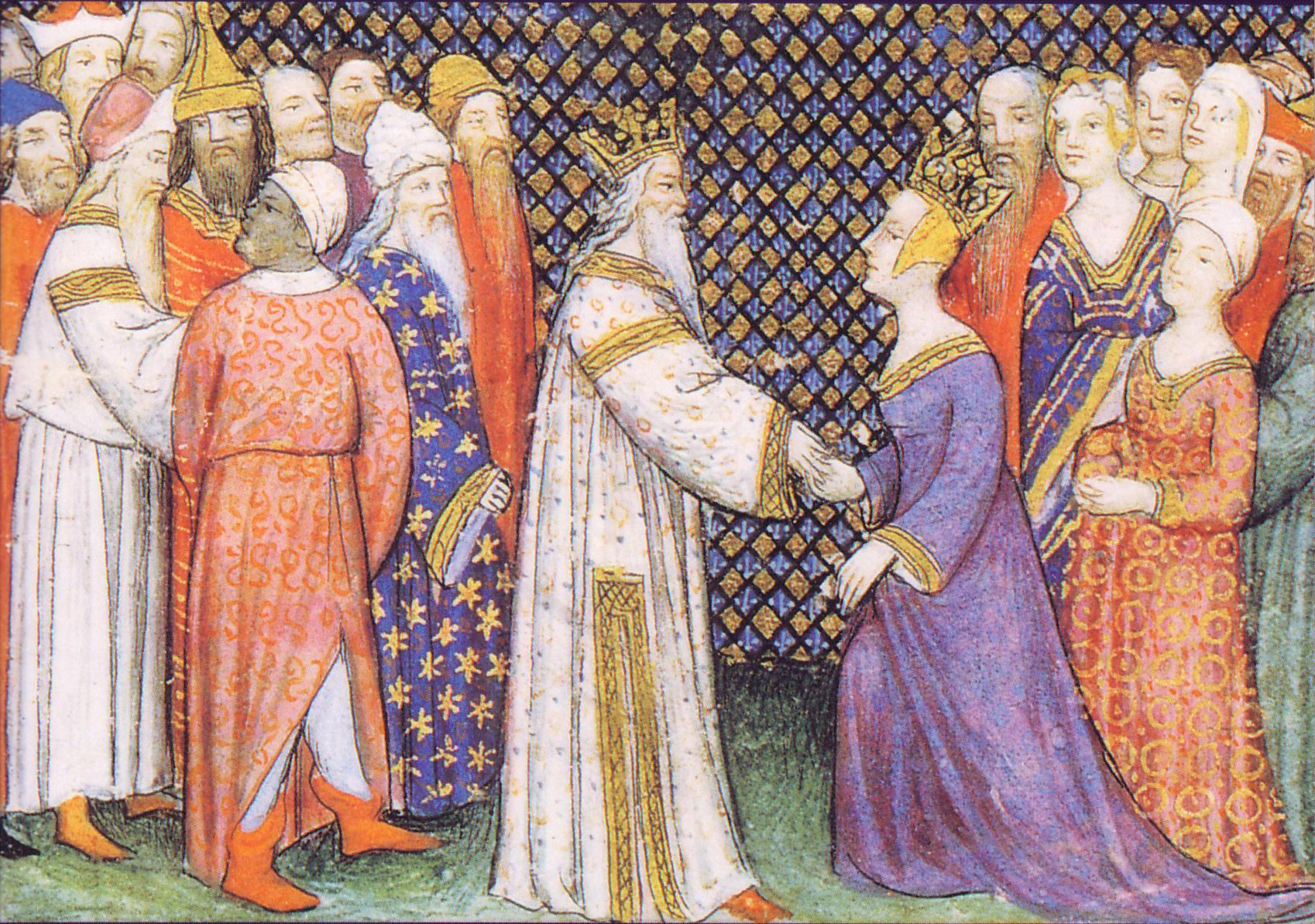
Coronació de Khilderic I i la reina Bisina. Museu Condé, Chantilly

Bisina fou l'esposa del rei Visí de Turíngia i després de Khilderic I, rei dels francs salis.

Khilderic I era perseguit pels seus súbdits, que s'havien irritat per les seves lleugereses, es refugià prop de Visí, on conegué Bisina, la qual deixà el seu marit per unir-se amb ell. Conta la llegenda que la nit de noces, per indicació de Bisina, Khilderic sortí tres vegades al pati del palau, i veié la primera vegada un lleó, un unicorn i un lleopard; la segona un llop i un os, i la tercera diversos gossos i altres animals que s'escometien furiosament. Bisina explica les visions dient: 
| « | <De nosaltres naixerà un fill valerós com el lleó, els seus fills tindran el valor de l'unicorn i del lleopard, i els descendents d'aquests seran audaços i cobdiciosos com l'os i el llop, mentre que els últims regnaran com gossos i animals inferiors atacant-se mútuament, i llavors els pobles ja no obeiran els seus caps>. | » |

El fill valerós al qual s'al·ludeix en aquesta llegenda fou Clodoveu I, el rei franc vencedor dels romans i els alemanys.